# Oost-Amerikaanse mol
De Oost-Amerikaanse mol (Scalopus aquaticus)  is een zoogdier uit de familie van de mollen (Talpidae). De wetenschappelijke naam van de soort werd als Sorex aquaticus in 1758 gepubliceerd door Carl Linnaeus.
Bij Oost-Amerikaanse mollen is vastgesteld dat ze ruiken in stereo, wat betekent dat elk neusgat afzonderlijk signalen naar de hersenen stuurt. Daardoor kan de mol geuren beter lokaliseren. De mol gebruikt dit systeem om voedsel op te speuren.